# بولا أورتيز
بولا أورتيز (بالإسبانية: Paula Ortiz Álvarez) (و. 1979  م) هي مخرجة أفلام، وكاتبة سيناريو، وكاتِبة، وأستاذة جامعية إسبانية، ولدت في سرقسطة.

## التعليم
تعلمت في جامعة سرقسطة، وجامعة برشلونة المستقلة، وجامعة نيويورك.

## وصلات خارجية
- بولا أورتيز على موقع IMDb (الإنجليزية)
- بولا أورتيز على موقع ألو سيني (الفرنسية)
- بولا أورتيز على موقع أول موفي (الإنجليزية)
- بولا أورتيز على موقع قاعدة بيانات الفيلم (الإنجليزية)
- بولا أورتيز على موقع كينوبويسك (الروسية)